# Live A Live
Live A Live (яп. ライブ・ア・ライブ Раибу а Раибу), стилизована как LIVE A LIVE — японская ролевая игра для приставки Super Nintendo Entertainment System, разработанная и выпущенная в 1994 году компанией Square (ныне Square Enix). Издавалась исключительно на территории Японии и только на японском языке, однако позже неофициально поклонниками-любителями была переведена на английский. Переиздание игры запланировано на 22 июля 2022 от Square Enix в Японии и Nintendo на Западе.

## Сюжет и геймплей
Сюжет Live A Live разделён на семь отдельных глав, которые могут быть пройдены в любом порядке. Повествование развивается в необычной окружающей обстановке, сочетающей такие популярные жанры как вестерн, научная фантастика и меха, причём у каждой главы свои собственные история, сеттинг и персонажи. В каждой главе появляется что-нибудь новое, например, во время игры за героя-ниндзя геймплей наполняется элементами шпионского боевика. Сюжетно эти семь глав никак не связаны, но после их полного прохождения становятся доступными ещё две дополнительные, объясняющие связь между представленными в сценарии персонажами.
В остальном игровой процесс обычен для данного жанра, группа персонажей перемещается между локациями, исследует города и подземелья, сражается с монстрами. За победы над противниками герои получают очки опыта, определённое количество которых приводит к повышению уровня. Примечательно, что в геймплее Live A Live отсутствуют какие-либо очки магии и деньги, что не свойственно для ролевого жанра. Жизни персонажей автоматически восстанавливаются после каждого сражения. Присутствует и небольшой тактический элемент — боевое поле разделено на клеточки 7 х 7, герои свободно передвигаются по ним и выполняют любые команды из меню.

## Разработка игры
Игра была разработана компанией Square, уже завоевавшей славу благодаря Final Fantasy. Разработкой игры руководил Такаси Токита, ранее работавший над Hanjiku Hero и Final Fantasy IV, он же написал сценарии для всех эпизодов. Основную работу над дизайном выполнили Токита и Нобуюки Иноуэ, однако для каждой из семи первых глав был выбран собственный дизайнер.
Музыкальный ряд сочинила пианистка Ёко Симомура, ранее - автор саундтрека многих проектов Capcom, включая Street Fighter II. Саундтрек вышел на отдельном диске за несколько дней до релиза игры и содержал в себе 41 композицию.

## Критика
| Сводный рейтинг       | Сводный рейтинг        |
| Агрегатор             | Оценка                 |
| --------------------- | ---------------------- |
| Metacritic            | NS: 81/100             |
| Иноязычные издания    |                        |
| Издание               | Оценка                 |
| Edge                  | 9/10                   |
| Eurogamer             | Recommended            |
| Famitsu               | 29/40 (SFC) 33/40 (NS) |
| Game Informer         | 8/10                   |
| GameSpot              | 8/10                   |
| IGN                   | 9/10                   |
| Nintendo Life         | 8/10                   |
| Nintendo World Report | 7/10                   |
| RPG Site              | 8/10                   |